# كيم راسموسن
كيم راسموسن (بالدنماركية: Kim Rasmussen)‏ مواليد 22 سبتمبر 1972، هو لاعب كرة يد دانمركي معتزل أصبح مدرباً. يدرب حاليا منتخب المجر لكرة اليد للسيدات.

## سجل المنافسة
شارك في البطولات التالية:
- بطولة العالم لكرة اليد للسيدات 2013
- بطولة العالم لكرة اليد للسيدات 2015
- بطولة أوروبا لكرة اليد للسيدات 2014
- بطولة أوروبا لكرة اليد للسيدات 2016

## الإنجازات
كمدرب
- دوري أبطال أوروبا لكرة اليد للسيدات:
  - الفوز: 2015–16
- الدوري الروماني لكرة اليد للسيدات:
  - الفوز: 2016